# Greg (comico)
Greg, pseudonimo di Claudio Gregori (Roma, 17 novembre 1963), è un attore, comico, cantante, musicista, conduttore televisivo, conduttore radiofonico e fumettista italiano.
Unitamente a Pasquale "Lillo" Petrolo fa parte del duo comico Lillo & Greg e ha dato vita al gruppo musicale rock demenziale Latte & i Suoi Derivati.

## Biografia
Nasce a Roma il 17 novembre 1963. Nel 2014 sposa Nicoletta Fattibene.

## Carriera

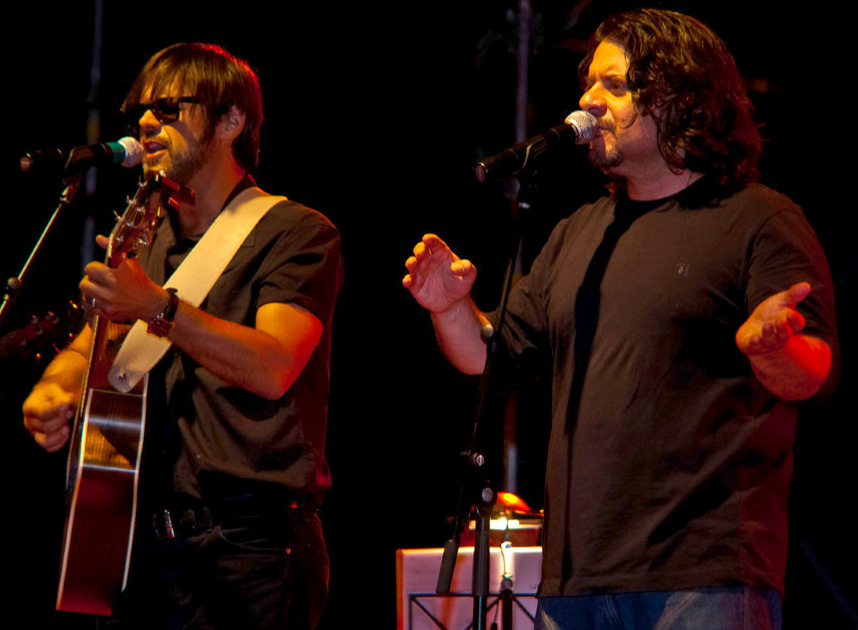
Greg (a sinistra) & Lillo (2011)

### Musica
Nel 1979 forma i Jumpin Blues Boys, la sua prima band blues, e nel 1982 forma i Jolly Rockers, formazione rock and roll con cui si esibisce fino al 1999. Nello stesso anno dà vita ai Blues Willies, con cui pubblica nel 2004 l'album Blues Willies e nel 2006 Suonare Stella. Nel 1992, insieme al suo storico compagno Lillo, forma il gruppo rock demenziale Latte & i Suoi Derivati. Negli anni ha fondato e condiviso numerose band, sempre immerse nell'atmosfera degli anni cinquanta: Johnny Naso & the Vixinex, Le Tonsille Volanti, il Duo Italia, i Ghepardi Blu, i Jazzophone, i Swing de Luxe, il Greg's Club, i Reeferbilly e il Jazz Set.
Dal 2013 ha rimesso in piedi i Jolly Rockers, seppur con rinnovata formazione e due altre band: i Jokers (rockabilly con brani originali) e i Frigidaires (doo-wop con brani originali). Greg è l'autore della sigla di due edizioni de Le Iene e del testo della sigla del programma di Renzo Arbore Speciale per me - Meno siamo, meglio stiamo!. Con Attilio Di Giovanni è invece autore delle musiche originali del programma televisivo 610 e delle trasmissioni televisive Telenauta '69, Stracult, Bla Bla Bla, Cocktail d'amore, Suonare Stella e Mmmhh! e della colonna sonora dei film Lillo e Greg - The movie!, Colpi di fulmine, Colpi di fortuna e Un Natale stupefacente. Sempre con Di Giovanni ha siglato le colonne sonore di tutti gli spettacoli teatrali.

### Radio

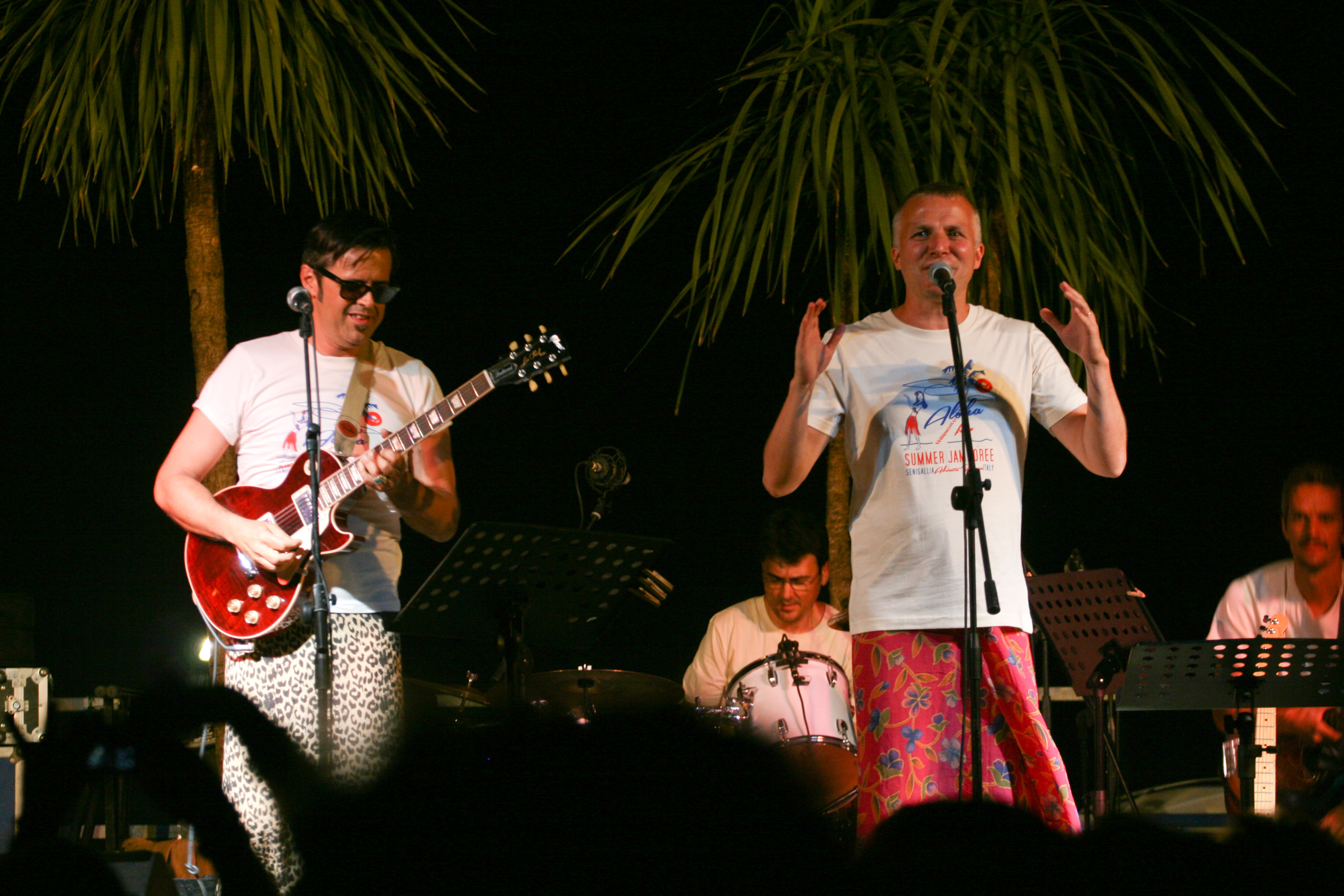
Greg, a sinistra, con Max Paiella nella formazione dei The Blues Willies al Summer Jamboree (2013)

Greg esordisce in radio nel 1982 quando per Radio Città Futura, un'emittente privata romana, trasmette un suo programma dal titolo Wolfman Greg Show, in cui mette dischi e racconta dell'universo rock and roll. Molti anni dopo è di nuovo in onda con diversi programmi: Ottovolante, Chicchi di riso, 610.
Dal 2003 conduce insieme a Lillo e ad Alex Braga, a cui nel 2019 è subentrata Carolina Di Domenico, la trasmissione radiofonica di Rai Radio 2 610.

### Fumetti e racconti
L'attività fumettistica parte nel 1985. Da allora Greg crea diversi personaggi (Sergio il Detective, I Vigili, I Mufloni, I Sottotitolati, Walter & Luca, Tubo) che pubblica continuativamente su Lupo Alberto, Cattivik, Sturmtruppen, Mostri, Animal Comic, Star Comix, Stelle TV, Corriere della Sera. A ciò affianca le illustrazioni dei libretti interni dei dischi dei Blues Willies e di Latte & i Suoi Derivati e la realizzazione delle locandine degli spettacoli teatrali, per se e per altre compagnie. Ha collaborato con un settimanale satirico capitolino Veleno.
Nel 2008 pubblica AgGregazioni, raccolta di racconti brevi, aforismi, riflessioni e poesie, il cui contenuto caustico viaggia continuamente tra l'ironico e l'amaro, senza alcun pelo sulla lingua.
Nel 2014 ripubblica I Sottotitolati, accludendo materiale nuovo in occasione del Lucca Comics & Games.

## Filmografia

### Attore

#### Cinema
- Bagnomaria, regia di Giorgio Panariello (1999)
- Blek Giek, regia di Enrico Caria (2001)
- Tre mogli, regia di Marco Risi (2001)
- Lillo e Greg - The movie!, regia di Luca Rea (2007)
- Colpi di fulmine, regia di Neri Parenti (2012)
- Colpi di fortuna, regia di Neri Parenti (2013)
- Un Natale stupefacente, regia di Volfango De Biasi (2014)
- Natale col boss, regia di Volfango De Biasi (2015)
- Woodland, regia di Nicola Pegg (2015)
- Natale a Londra - Dio salvi la regina, regia di Volfango De Biasi (2016)
- Oro e Piombo, regia di Emiliano Ferrera (2019)
- D.N.A. - Decisamente non adatti, regia di Lillo & Greg (2020)
- (Im)perfetti criminali, regia di Alessio Maria Federici (2022)
- Gli idoli delle donne, regia di Lillo & Greg ed Eros Puglielli (2022)
- Vecchie canaglie, regia di Chiara Sani (2022)
- Un matrimonio mostruoso, regia di Volfango De Biasi (2023)
- Rido perché ti amo, regia di Paolo Ruffini (2023)
- 30 anni (di meno), regia di Mauro Graiani (2024)
- Incanto, regia di Pier Paolo Paganelli (2025)

#### Televisione
Ha preso parte ai seguenti programmi televisivi: Saluti e baci (Rai), Tivvù cumprà (Rai), Videomusic, Sanremo giovani (Rai), Mio Capitano (Rai), Domenica in (Rai), Maurizio Costanzo Show (Mediaset), Galagoal (Telemontecarlo), Portami al mare fammi sognare (Rai), Per un pugno di libri (Rai), Orgoglio coatto (Rai), Macchemù (Mediaset), Telenauta '69 (Mediaset), Le Iene (Mediaset), Stracult (Rai), Bla Bla Bla (Rai), Cocktail d'amore (Rai).
- Via Zanardi, 33, regia di Antonello De Leo e Andrea Serafini – sitcom (2001)
- Un difetto di famiglia, regia di Alberto Simone – film TV (2002)
- Un medico in famiglia 5 – serie TV (2007)
- L'ispettore Coliandro – serie TV, episodio 8x02 (2021)
- Din Don - Un paese in due, regia di Paolo Geremei – film TV (2022)
- Gigolò per caso – serie TV (2023)

### Doppiatore
- Trilli e il tesoro perduto, regia di Klay Hall (2009)
- Epic - Il mondo segreto, regia di Chris Wedge (2013)
- I primitivi (Early Man), regia di Nick Park (2018)

### Compositore
- Vecchie canaglie, regia di Chiara Sani (2022)
- Natale a Londra, regia di Volfango De Biasi (2016)
- Natale col Boss, regia di Volfango De Biasi (2015)
- Un Natale Stupefacente, regia di Volfango De Biasi (2014)
- Colpi di Fortuna, regia di Neri Parenti (2013)
- Colpi di Fulmine, regia di Neri Parenti (2012)

## Teatro
- 5740170 - 06 per chi chiama da fuori Roma, regia di Attilio Corsini (1994)[3]
- Gli squallidi, regia di Lillo & Greg (1996)[3]
- Twenty Quarantino, regia di Lillo & Greg (1997)
- Lillo e Greg Show, regia di Lillo & Greg (1999)
- Il mistero dell'assassino misterioso, regia di Francesca Zanni, Lillo & Greg (2000/2001/2002)
- Work in Regress, regia di Pasquale Petrolo (2004)
- The Blues Brothers - Il plagio, regia di Monica Zullo (2005)
- La Baita degli Spettri, regia di Lillo & Greg (2005)
- Sketch & Soda, regia di Lillo & Greg (2005)
- L'importante è vincere senza partecipare, regia di Pasquale Petrolo (2009)
- Far West Story, regia di Lillo & Greg (2009)
- AgGregazioni, regia di Mauro Mandolini (2009)
- Intrappolati nella commedia, regia di Mauro Mandolini (2010)
- L'uomo che non capiva troppo, regia di Mauro Mandolini (2011)
- Chi erano i Jolly Rockers?, regia di Mauro Mandolini (2012-2013)
- Occhio a quei 2, regia di Pino Quartullo, Lillo & Greg (2014)
- La fantastica avventura di Mr. Starr, regia di Mauro Mandolini (2014)
- Marchette in trincea - Work in Regress, regia di Lillo & Greg (2016)
- Best Of, regia di Lillo & Greg (2016)
- L'accendino magico, regia di Claudio Gregori (2017)
- L'uomo che non capiva troppo - Reloaded, regia di Lillo & Greg (2017)
- Il calapranzi, di Harold Pinter, regia di Claudio Gregori e Simone Colombari (2021)
- Il mistero dell’assassino misterioso, regia di Claudio Piccolotto, Lillo & Greg (2023)
- Movie erculeo, regia di Claudio Piccolotto, Lillo & Greg (2025)

## Programmi televisivi
- Le Iene (Italia 1, 1997-1999)
- Telenauta '69 (Italia 1, 2000)
- L'ottavo nano (Rai 2, 2001)
- Mmmhh! (Rai 2, 2002)
- Il caso Scafroglia (Rai 3, 2002)
- Stracult (Rai 2, 2003-2010)
- Cocktail d'amore (Rai 2, 2003)
- B.R.A. - Braccia Rubate all'Agricoltura (Rai 3, 2003-2004)
- Abbasso il frolloccone (Rai 2, 2003-2004)
- Bla Bla Bla (Rai 2, 2005)
- Takeshi's Castle (Fox Kids, GXT e K2, 2005-2006)
- NormalMan (GXT, K2, 2006-2007)
- Victor Victoria - Niente è come sembra (LA7, 2009-2010)
- 610 in 2D (Rai 5, 2011)
- Parla con me (Rai 3, 2011)
- Fratelli e sorelle d'Italia (LA7, 2011)
- Serata per Voi (Rai, 2012)
- The show must go off (LA7, 2012)
- NeriPoppins (Rai 3, 2013)
- David di Donatello (Rai 1, 2013)
- Ciao Darwin (Canale 5, 2016)
- Domenica in (Rai 1, 2017)

## Radio
- 610 (sei uno zero) (Rai Radio 2, dal 2003). Premio “Microfono d’Oro” 2022

## Discografia parziale

### Con The Jolly Rockers
Album
- 1992 - Suzuky Boogie

### Con Latte & i Suoi Derivati
Album
- 1994 - Greatest Hits
- 1996 - 22 celebri motivi... per sognare
- 1996 - 57 quaranta 150 (06 per chi chiama da fuori Roma)
- 1996 - Noi e gli animali
- 1997 - Sei sicuro che era solo tabacco?

Raccolte
- 2003 - Prima compilation
- 2003 - Seconda compilation
- 2003 - Latte & i Suoi Derivati

### Con The Blues Willies
Album
- 2004 - Greg & The Blues Willies
- 2006 - Suonare Stella

## Pubblicazioni (parziale)
- AgGregazioni, Forlì, Carta Canta Editore, 2008, ISBN 978-88-6007-314-3.
- Biografia. Non autorizzata da Lillo. Non autorizzata da Greg, Roma, Gremese, 2021, ISBN 978-88-6692-135-6.
- Il mio nome è Sorciosecco, Milano, Baldini+Castoldi, 2023, ISBN 979-12-54945-73-5.

## Riconoscimenti
- Nastro d'argento
  - 2015 – Candidatura al Premio Nino Manfredi per Un Natale stupefacente